# Schafwinkel
Schafwinkel ist ein 361 Einwohner zählendes niedersächsisches Dorf im äußersten Osten des Landkreises  Verden. Es gehört zur Gemeinde Kirchlinteln und liegt in der Lintelner Geest.

## Geschichte
Der Ort wurde 1385 erstmals urkundlich erwähnt, der Ortsteil Odeweg erstmals 1144. Am 1. Juli 1972 wurde Schafwinkel in die Gemeinde Kirchlinteln eingegliedert.

## Politik
Ortsvorsteherin ist Ingrid Müller.

## Wirtschaft und Infrastruktur
Geprägt ist das Dorf durch weite Wald- und Heidegebiete. Zu Schafwinkel gehören die Dörfer Odeweg, Gerkenhof und St. Pauli. Schafwinkel wird von der Bahnstrecke Uelzen–Langwedel tangiert.